# クッジョーノ
クッジョーノ（伊: Cuggiono）は、イタリア共和国ロンバルディア州ミラノ県にある、人口約8,200人の基礎自治体（コムーネ）。

## 地理

### 位置・広がり

#### 隣接コムーネ
隣接するコムーネは以下の通り。括弧内のNOはノヴァーラ県所属を示す。
- アルコナーテ
- ベルナーテ・ティチーノ
- ブスカーテ
- カスターノ・プリーモ
- ガッリアーテ (NO)
- インヴェルーノ
- メーゼロ
- ロベッケット・コン・インドゥーノ

### 地震分類
イタリアの地震リスク階級 (it) では、4 に分類される
。